# Longitarsus ganglbaueri
Longitarsus ganglbaueri är en skalbaggsart som beskrevs av Heikertinger 1912. Longitarsus ganglbaueri ingår i släktet Longitarsus och familjen bladbaggar. Arten är reproducerande i Sverige. Inga underarter finns listade i Catalogue of Life.